# Holographic Versatile Disc

Structura unui disc HVD:
1. Scriere/citire cu rază laser verde (532 nm)
2. Poziționare/adresare cu rază laser roșie (650 nm)
3. Date holografice
4. Strat de policarbon
5. Stratul fotopolimer (care conține date)
6. Strat distanțier
7. Oglindă digroică (reflectă raza verde)
8. Strat reflectorizant din aluminiu (care reflectă raza roșie)
9. Bază transparentă
P. Pit

Holographic Versatile Disc (HVD) este un tip de disc optic care folosește tehnica holografică pentru scrierea și citirea datelor. Primele standarde HVD au fost lansate în 2007 pentru formate de 100 GB numai citire (ECMA-378) și 200 GB înregistrabile (ECMA-377).
Spre deosebire de un CD, DVD sau Blu-ray care are nevoie de o singură rază laser pentru scriere/citire, un disc HVD  utilizează o tehnică cunoscută sub numele de holografie colineară, prin care două raze lasere, roșu și verde, sunt colimate într-un singur fascicul.

Raza roșie este folosită ca fascicul de referință pentru a citi informațiile de pe HVD, iar raza verde ca fascicul de informație pentru a codifica datele de pe disc. Structura discului include un strat de oglindă dicroică între datele holografice și datele servo care reflectă fascicolul verde în timp ce lasă raza roșie să treacă. Stratul de oglindă are rolul de a preveni  interferențele pe disc care ar putea deteriora calitatea semnalului. Într-un disc HVD se pot stoca 60.000 de biți/puls, rata de transfer de date scriere/citire este de 1 GB/s. Un disc HVD are capacitatea de a reține 3,9 până la 6 TB de date. 
Principalul dezavantaj al unui disc HVD este costul său foarte mare, aproximativ 160 USD pentru fiecare disc, și aproximativ 16.000 USD pentru un cititor HVD. Discul trebuie, de asemenea, ferit de lumină și poate fi scris doar o singură dată.

## HSD Forum
Holography System Development Forum, este o coaliție de companii cu privire la diferitele aspecte tehnice ale proiectării și producției de discuri HVD. HSD Forum a fost precedat de HVD Alliance, creată de firma japoneză Optware din șase companii din Yokohama, la 2 februarie 2005. 
În februarie 2011, membrii HSD Forum erau:
- Hoplon Infotainment
- Alps Electric Corporation, Ltd.
- CMC Magnetics Corporation
- Hitachi
- Mitsubishi
- Dainippon Ink and Chemicals, Inc.
- EMTEC International
- Fuji Photo Film Company, Ltd.
- Konica Minolta Holdings, Inc.
- Lanix
- LiteOn Technology Corporation
- Moser Baer, (India)
- Mexican Digital Media Storage Organization
- Mitsubishi Kagaku Media Company, Ltd. (MKM)
- Nippon Kayaku Co., Ltd.
- Nintendo
- Nippon Paint Company, Ltd.
- Optware Corporation
- Pulstec Industrial Company, Ltd.
- Shibaura Mechatronics Corporation
- Software Architects, Inc.
- Suruga Seiki Company, Ltd.
- Targray Technology International, Inc.
- Teijin Chemicals, Ltd.
- Toagosei Company, Ltd.
- Tokiwa Optical Corporation[7]